# Dipropylenglycolphenylether
Dipropylenglycolphenylether (DiPPh) ist eine chemische Verbindung aus der Gruppe der Ether.

## Gewinnung und Darstellung
Dipropylenglycolphenylether entsteht als Beiprodukt bei der Herstellung von Propylenglycolphenylether (PPh) durch Reaktion von Propylenoxid mit Phenol.

## Eigenschaften
Dipropylenglycolphenylether ist eine gelbliche Flüssigkeit mit schwachem Geruch. Das technische Produkt enthält 40 bis 75 % DiPPh neben Polypropylenglycolphenylethern und Propylenglycolphenylether.

## Verwendung
Dipropylenglycolphenylether wird als Koaleszenzmittel und als Tensid (z. B. im Bergbau und Haushaltsreinigern) sowie als Zwischenprodukt zur Herstellung anderer chemischer Verbindungen verwendet.